# Ptychalaea dedecora
Ptychalaea dedecora é uma espécie de gastrópode  da família Pupillidae.
É endémica de Japão.